# Баррейру-де-Бештейруш
Баррейру-де-Бештейруш (порт. Barreiro de Besteiros) — район (фрегезия) в Португалии, входит в округ Визеу. Является составной частью муниципалитета Тондела. Находится в составе крупной городской агломерации Большое Визеу. По старому административному делению входил в провинцию Бейра-Алта. Входит в экономико-статистический субрегион Дан-Лафойнш, который входит в Центральный регион. Население составляет 1061 человек на 2001 год. Занимает площадь 34,00 км².